# 대도시
대도시(大都市, metropolitan city)는 중소도시의 상대적 개념으로, 중소도시보다 인구가 많은 큰 도시를 말한다. 정치·경제·문화의 중심이 되는 도시를 뜻하기도 한다.

## 대한민국의 대도시
1차 행정구역인 시 중 인구가 50만 이상인 곳 그리고 지방자치법 제175조(대도시에 대한 특례인정)에 의거 특례를 받을 수 있는 인구 50만명 이상의 대도시를 대도시로 규정하고 있다. 광역시 설치 기준은 100만 이상이라 모든 특광역시는 대도시이며, 세종특별자치시는 인구 부족으로 아직 대도시가 아니다.

### 특별시
특별시의 하위 행정 구역인 구는 자치구의 지위를 갖는다.
- 서울특별시 : 25구

### 광역시
광역시의 하위 행정 구역인 구는 자치구의 지위를 갖는다.
- 부산광역시 : 15구 1군
- 인천광역시 : 8구 2군
- 대구광역시 : 7구 2군
- 대전광역시 : 5구
- 광주광역시 : 5구
- 울산광역시 : 4구 1군

### 일반대도시
기초자치단체인 대도시의 하위 행정 구역인 구는 일반구의 지위를 갖는다.
- 수원시 : 4구 (경기도청 소재지)
- 창원시 : 5구 (경상남도청 소재지)
- 성남시 : 3구
- 고양시 : 3구
- 용인시 : 3구
- 청주시 : 4구 (충청북도청 소재지)
- 안산시 : 2구
- 전주시 : 2구 (전북특별자치도청 소재지)
- 안양시 : 2구
- 천안시 : 2구
- 포항시 : 2구
- 부천시 : 3구
- 화성시 : 일반구 미설치
- 김해시 : 일반구 미설치
- 남양주시 : 일반구 미설치[1]

## 일본의 대도시
일본의 수도 도심지인 도쿄 23구와 정령지정도시를 대도시로 취급하고 있다. 정령지정도시의 인구 규모는 대한민국의 도시와 비교하면 광역시와 특정시의 규모를 포괄하고 있으며, 일본의 광역자치단체인 도도부현에 속하면서도 권한과 사무의 상당 부분을 시가 갖게되고 자치권이 없는 구를 설치할 수 있다는 점에서 우리나라의 특정시의 권한과 비슷해 보이지만, 특정시보다는 많은 지방자치적 권한을 누린다. 정령지정도시 승격의 최저요건은 일본의 지방자치법 제252조에 의거 인구 50만명 이상의 도시가 해당하나, 실질적으로는 인구 70만명 이상의 도시가 기타 몇몇 조건을 충족하는 경우에 정령지정도시로 승격되고 있다. 이것도 과거에 인구 100만명 이상 도시만 승격되던 것에 비하면 조건이 많이 완화된 편이다. 현재 20곳의 시가 정령지정도시로 승격되어 있다.

### 특별구
도쿄 도의 특별구 지역은 자치구의 권한을 갖는다.
- 도쿄 23구 : 23구

### 정령지정도시
정령지정도시의 구 지역은 행정구의 권한을 갖는다.
- 요코하마시 : 18구
- 오사카시 : 24구
- 나고야시 : 16구
- 삿포로시 : 10구
- 고베시 : 9구
- 교토시 : 11구
- 후쿠오카시 : 7구
- 가와사키시 : 7구
- 사이타마시 : 10구
- 히로시마시 : 8구
- 센다이시 : 5구
- 기타큐슈시 : 7구
- 지바시 : 6구
- 사카이시 : 7구
- 니가타시 : 8구
- 하마마쓰시 : 3구
- 구마모토시 : 5구
- 사가미하라시 : 3구
- 시즈오카시 : 3구
- 오카야마시 : 4구

## 중화인민공화국의 대도시
중국은 면적도 넓을 뿐만 아니라, 인구가 매우 많기 때문에 수백만명의 시는 일반 국가에 비해 압도적으로 많고, 심지어는 수천만명 규모의 시도 존재한다. 기준에 따라 다르겠지만 권한이나 중요도를 감안해 상대적으로 본다면, 일반적으로 중국의 직할시와 부성급시를 대도시로 볼 수 있다.
직할시는 중국의 행정 구역인 성과 동격인 도시로 현재 4곳이 존재한다.
- 베이징시
- 상하이시
- 충칭시
- 톈진시

부성급시는 성에 속해있는 지급시 중 경제와 법률에 대해 독립적 권한을 가진 도시로 현재 15곳이 해당된다.
- 난징시(장쑤성)
- 광저우시(광둥성)
- 청두시(쓰촨성)
- 선양시(랴오닝성)
- 시안시(산시성)
- 우한시(후베이성)
- 지난시(산둥성)
- 창춘시(지린성)
- 하얼빈시(헤이룽장성)
- 항저우시(저장성)
- 샤먼시(푸젠성)
- 선전시(광둥성)
- 닝보시(저장성)
- 다롄시(랴오닝성)
- 칭다오시(산둥성)

## 같이 보기
- 도시
- 전국대도시시장협의회
- 중소도시